# تارنویوت
تارنویوت (به لاتین: Tarnöyüt، به ارمنی: Տարնոյութ) یک منطقه مسکونی در جمهوری آذربایجان است که در شهرستان آق‌دام واقع شده است.